# Cicindela nevadica
Cicindela nevadica är en skalbaggsart som beskrevs av Leconte 1875. Cicindela nevadica ingår i släktet Cicindela och familjen jordlöpare.

## Underarter
Arten delas in i följande underarter:
- C. n. citata
- C. n. knausi
- C. n. lincolniana
- C. n. makosika
- C. n. nevadica
- C. n. olmosa
- C. n. tubensis